# Era Seleucydów
Era Seleucydów – system liczenia lat stosowany w hellenistycznym imperium Seleucydów i w państwach pozostających pod jego wpływem. Początkiem ery był 1 października 312 roku p.n.e.
Era wzięła nazwę od imienia wodza Aleksandra Wielkiego Seleukosa, najpierw oficera armii macedońskiej, a potem założyciela dynastii. Bywa też nazywana „erą syryjsko-macedońską”, jako że powstała w Syrii pod rządami dynastii macedońskiej, albo „chaldejską”, od Babilonii (Chaldei). Za początek rachuby lat przyjmowano datę równonocy jesiennej, lub wiosennej, roku bitwy pod Gazą (312 p.n.e.), w której Seleukos zwyciężył konkurenta Demetriosa Poliorketesa. W późniejszych czasach za początek ery przyjęto 1 października 312 roku.
Istniały też oboczności lokalne: Babilończycy liczyli ją od roku 311 p.n.e., Grecy syryjscy od września, Seleucja od 1 lipca, Efez od 24 września, Gaza od 27 października, Tyr od 18 listopada, niektóre plemiona arabskie od 1 września lub od 1 października. Erą Seleucydów przez długi czas, aż do wprowadzenia „ery żydowskiej” w XI wieku, posługiwali się też Żydzi, wewnątrz roku podając daty według księżycowego kalendarza żydowskiego. Rabini żydowscy nazywali ją „erą kontraktów” (hebr. minjaz szetaroth), jako że zmuszeni byli nią się posługiwać w aktach publicznych. Według tej ery liczą też lata autorzy obydwu Ksiąg Machabejskich zwąc ją „latami panowania Greków”. W obliczaniu lat obydwie księgi różnią się między sobą o rok. 1 Księga Machabejska (6, 16) datuje śmierć Antiocha IV Epifanesa na rok 149 ery Seleucydów, podczas gdy 2 Księga Machabejska (11, 21) na rok 148; początek panowania Demetriusza I – 1 Machabejska (7, 1) na rok 151, 2 Machabejska (14, 4) na 150. 